# Onze-Lieve-Vrouw-van-Bijstandkapel (Tielen)

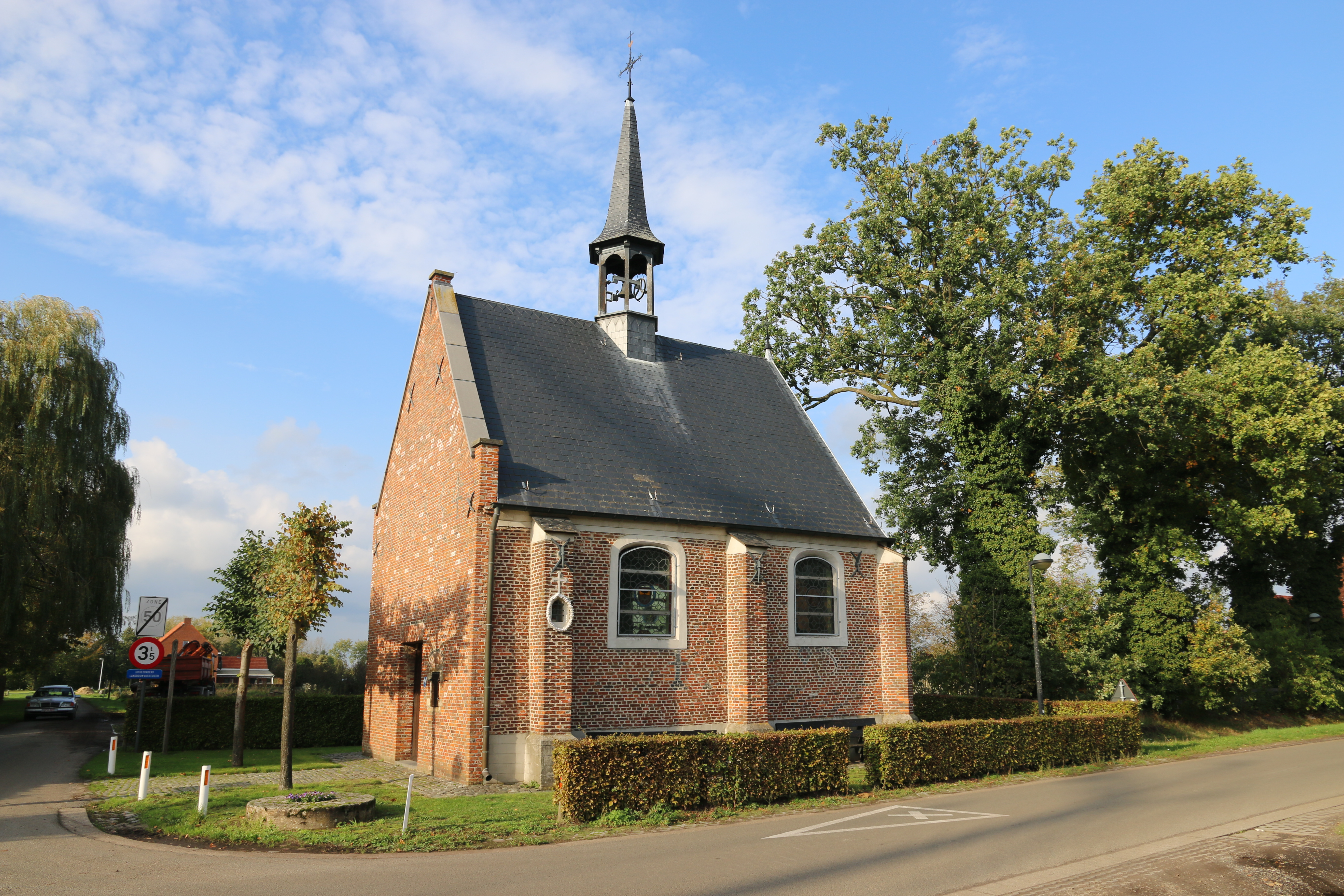
Onze-Lieve-Vrouw-van-Bijstandkapel

De Onze-Lieve-Vrouw-van-Bijstandkapel is een kapel in de tot de Antwerpse gemeente Kasterlee behorende plaats Tielen, gelegen aan de Prijstraat.

## Geschiedenis
Mogelijk heeft hier in de 14e eeuw al een pijlerkapel gestaan met een wonderbaarlijk Mariabeeld. In 1636 zou dit zijn vervangen door een kapel van leem met een strodak. In 1640 werd de kapel versteend en in 1664 werd de huidige kapel opgetrokken. Omstreeks 1990 werd de kapel hersteld en gerenoveerd.

## Gebouw
Het betreft een bakstenen zaalkerkje met driezijdig afgesloten koor. Op het zadeldak bevindt zich een zeshoekige dakruiter.
De kapel staat op een pleintje waarop zich een aantal lindebomen bevinden.

## Interieur
Het interieur wordt overkluisd door een houten tongewelf.
Het houten altaar is in barokstijl en heeft een gepolychromeerd beeld van Onze-Lieve-Vrouw met Kind (2e helft 17e eeuw). Een beeldengroep van de Heilige Familie is 19e-eeuws.
Een molensteen brengt in herinnering dat in de onmiddellijke omgeving een standerdmolen heeft gestaan, namelijk de Windmolen van Tielen.